# Calazans
José Alves Calazans (ur. 20 października 1934 w Salvadorze) – brazylijski piłkarz, występujący na pozycji napastnika.

## Kariera klubowa
Karierę piłkarską Calazans rozpoczął w klubie Bangu AC w 1954 roku. W ciągu czterech lat w Bangu Calazans rozegrał 73 mecze, w których strzelił 30 bramek. W latach 1958–1960 był zawodnikiem Américe Rio de Janeiro. Z Américą zdobył mistrzostwo stanu Rio de Janeiro – Campeonato Carioca w 1960 roku. W latach 1961–1962 występował we Fluminense FC.

## Kariera reprezentacyjna
W reprezentacji Brazylii Calazans zadebiutował 12 czerwca 1956 w wygranym 2-0 meczu z reprezentacją Paragwaju, którego stawką było Copa Oswaldo Cruz 1956. Później miał trzyletnią przerwę w grze w kadrze, do której wrócił 17 września 1959 w wygranym 7-0 meczu z reprezentacją Chile, którego stawką Copa Bernardo O’Higgins 1959.